# レイチェル・コリー

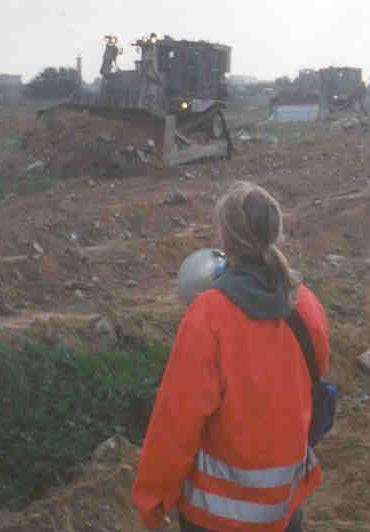
イスラエル軍に抗議するレイチェル・コリー

レイチェル・コリー（Rachel Corrie, 1979年4月10日 - 2003年3月16日）はNGO国際連帯運動（英語: International Solidarity Movement）(ISM)に所属していたアメリカ人反戦活動家。ガザ地区においてイスラエル国防軍が展開していた武装ブルドーザーでの民家強制撤去への抗議運動のなかで、運転中のブルドーザーの前に立ちはだかり、死亡した。アメリカ人でありながらパレスチナのために犠牲となったコリーの死は、様々な議論を巻き起こした。
米国アムネスティ・インターナショナルはコリーの殺害を非難し、米国の調査とイスラエルへの武器供給停止を要求した。
イスラエルのガザ地区での活動を繰り返し非難しているヒューマン・ライツ・ウォッチもまた、コリーの死に対するイスラエル国防軍の調査発表（後述）を疑問視している。
ガザ地区南端の街ラファなどではコリーの事故写真を掲げ、イスラエルの活動に抗議を表した。
英国ロンドンでは俳優のアラン・リックマンによる、コリーの日記と電子メールをもとにまとめられた演劇、My Name is Rachel Corrieが2005年初期に上演された。これはニューヨークでも上演が予定されていたが劇場側の「検閲」を英国人プロデューサーが非難し、上演は中止された。その後、2006年10月になってアメリカでも上演された。
一方、イスラエル政府は次のように主張している。
- テルアビブでの検死の結果よりコリーの死はブルドーザーに轢かれたことではなく、破砕物に押しつぶされたことによる。
- 運転手からはコリーの姿は見えず、そのため悲惨な事故となった。
- この地区でのISMの活動は非合法であり、そのことがコリーの死につながる悲劇を引き起こした。

さらに、イスラエル軍の報告書によると、ブルドーザーは住居を破壊するために活動していたのではなく、セキュリティーゾーンで爆破物を捜索していただけであるという。
イスラエル軍のスポークスマンは、軍にコリーの死の責任はないが将来の似たような事故を避けるために活動方法を変更するとガーディアン紙に語った。

## 生涯

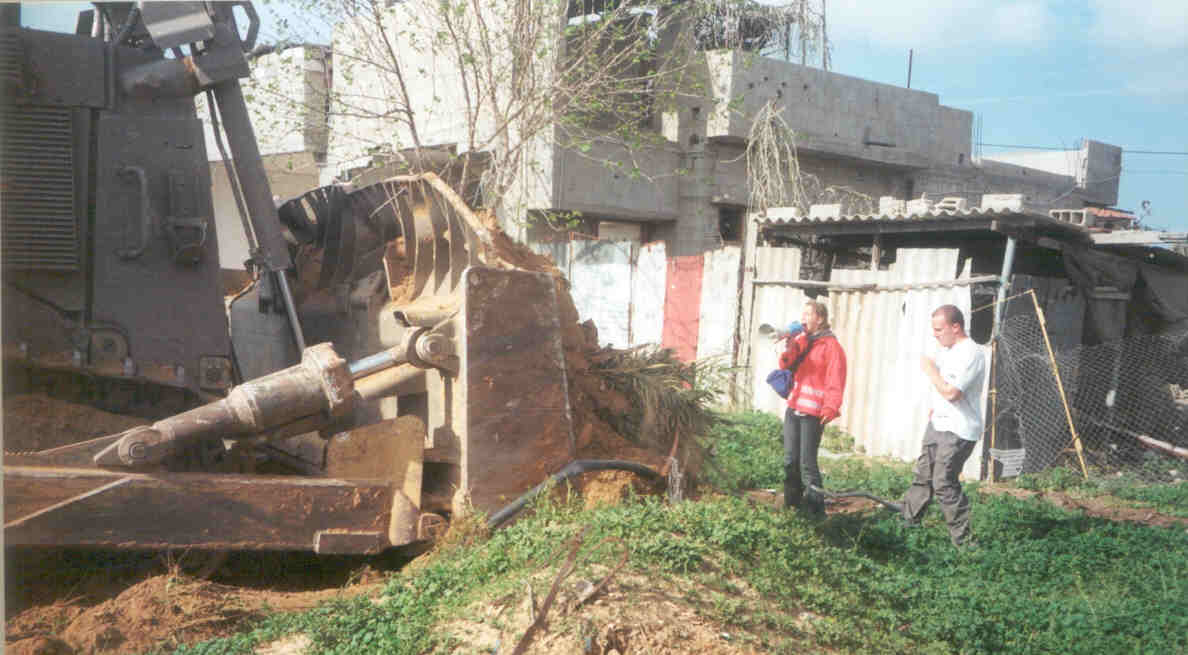
亡くなる当日に撮られたブルドーザーに立ち向かうレイチェル・コリー。

アメリカ合衆国ワシントン州オリンピア出身。州立エバーグリーン大学に入学後、ISMに参加。卒業後にISMのラファでの活動のために中東に旅立った。
2003年1月18日、ガザ地区に到着。2月から3月にかけて、イラク戦争への抗議活動としてブッシュ米国大統領を被告とした模擬裁判を行った。そのなかでコリーが紙に描いたアメリカ国旗を燃やす場面を撮影した写真は、彼女の死後、主に保守派の批判者によって非難された。
2003年3月14日、中東のテレビ局のインタビューを受け、次のように答えている。「私は人々の生存能力のシステマティックな破壊を目撃しているのだと思います……。時々、私は彼らと一緒に座って夕食を共にしますが、私たちの周りを大量の軍事兵器が取り囲み、彼らを殺そうとしているということがわかるのです」
2003年3月16日、ラファで死亡。
死の数日後、ラファにおいて彼女への追悼式が開かれた。式典はその途中でイスラエル軍によって中断させられた。

## その他
パレスチナ支援団体「自由ガザ連合」の保有する人道支援のための客船の名となる。しかし、2010年6月5日、レイチェル･コリー号は人道支援のためにガザ地区へ向かっていたところをイスラエル軍に拿捕された。

## 参照
1. ↑  Alistair Hodgett (2003年3月17日). “Middle East and N. Africa : Amnesty International Condemns Killing of Rachel Corrie -- Group Calls for Investigation, Suspension of Weapons Transfers”.   Amnesty International USA. 2004年11月24日時点のオリジナルよりアーカイブ。2015年10月8日閲覧。
2. ↑  “VI: Foreign Pressure: Special Treatment”.   Human Rights Watch (2005年6月). 2005年6月23日時点のオリジナルよりアーカイブ。2015年10月8日閲覧。
3. ↑  “Bulldozer Accident : The media presents a flag-burning American as a peace hero, and ignores important IDF anti-smuggling activities.”. Honest Reporting.com. (2003年3月20日).  オリジナルの2004年8月13日時点におけるアーカイブ。 2015年10月8日閲覧。
4. ↑  Conal Urquhart (2003年4月14日). “Israeli report clears troops over US death”. Guardian Unlimited.  オリジナルの2003年6月2日時点におけるアーカイブ。
5. ↑  https://web.archive.org/web/20070614054953/http://upload.wikimedia.org/wikipedia/en/3/3c/RachelBurnsFlag.jpeg
6. 1 2  Joshua Hammer (2003年). “The death of Rachel Corrie: martyr, idiot, dedicated, deluded. Why did this American college student crushed by an Israeli bulldozer put her life on the line? And did it matter?”.   FindArticles（Mother Jones紙からの転載）. p. [要ページ番号]. 2005年11月2日時点のオリジナルよりアーカイブ。2008年1月13日閲覧。

- Rachel Corrie Interview on the ground in Gaza(Youtube)
- Rachel Corrie documentary: In the Killing zone(Youtube)